# 猶他州第二國會選區
猶他州第二國會選區（英語：Second Congressional District of Utah）是美国犹他州四個國會選區之一，成立於1913年，目前包括該州西部地區，包括州府鹽湖城。
該區一直是民主、共和兩黨競爭的選區。目前當區聯邦眾議員為共和黨的西萊斯特·馬洛伊。